# The Age for Love
The Age for Love is een Amerikaanse dramafilm uit 1931 onder regie van Frank Lloyd. De film is wellicht zoekgeraakt.

## Verhaal
Jean Hurd is een meisje uit de arbeidersklasse. Ze stemt erin toe te trouwen met Dudley Crome op voorwaarde dat het huwelijk kinderloos blijft. Na verloop van tijd wil Dudley toch kinderen. Hij laat zich daarom scheiden van Jean en trouwt met een andere vrouw.

## Rolverdeling
| Acteur                | Personage        |
| --------------------- | ---------------- |
| Billie Dove           | Jean Hurd        |
| Charles Starrett      | Dudley Crome     |
| Lois Wilson           | Sylvia Pearson   |
| Edward Everett Horton | Horace Keats     |
| Mary Duncan           | Nina Donnet      |
| Adrian Morris         | Jeff Aldrich     |
| Betty Ross Clarke     | Dot Aldrich      |
| Vivien Oakland        | Grace            |
| George Beranger       | Dichter          |
| Jed Prouty            | Floyd Evans      |
| Joan Standing         | Eleanor          |
| Alice Moe             | Annie            |
| Charles Sellon        | Mijnheer Pearson |
| Pierre de Ramey       | Jules            |
| Cecil Cunningham      | Pamela           |